# Арістотель
Арісто́тель (часто також Аристо́тель; дав.-гр. Ἀριστοτέλης; 384 до н. е., Стагіра — 322 до н. е., Халкіда) — давньогрецький науковець-енциклопедист, філософ і логік, засновник класичної (формальної) логіки.
Арістотель народився в місті Стагіра. У 367 до н. е. — 347 до н. е. навчався в академії Платона в Афінах, у 343 до н. е. — 335 до н. е. був вихователем сина царя Македонії Філіппа II — Александра III. У 335 році до н. е. повернувся до Афін, де заснував свою філософську школу — перипатетиків. Серед його творів — «Нікомахова етика», перша «Поетика».
Арістотель жив і працював у той час, коли культура вільних грецьких міст-держав досягла найвищого розквіту і почала поширюватись разом із завойовницькими війнами Александра Македонського далеко за межі Балканського півострова. Культура Еллади проникла в Єгипет, Персію, Межиріччя Тигру і Євфрату, Середню Азію та Індію.
На долю Арістотеля випала місія підбити підсумок досягнень науковців і філософів античної Греції і, узагальнивши їхню працю, передати наступним поколінням. Тільки такий геній був здатним виконати це титанічне завдання. Він був одним із найвизначніших енциклопедистів, відомих людству. Ним були закладені основи біології, фізики, етики, логіки, психології, соціології.
Генеральна конференція ЮНЕСКО проголосила 2016 рік ювілейним роком Арістотеля. Дане рішення було прийнято на 38-й сесії конференції в Парижі.

## Біографія

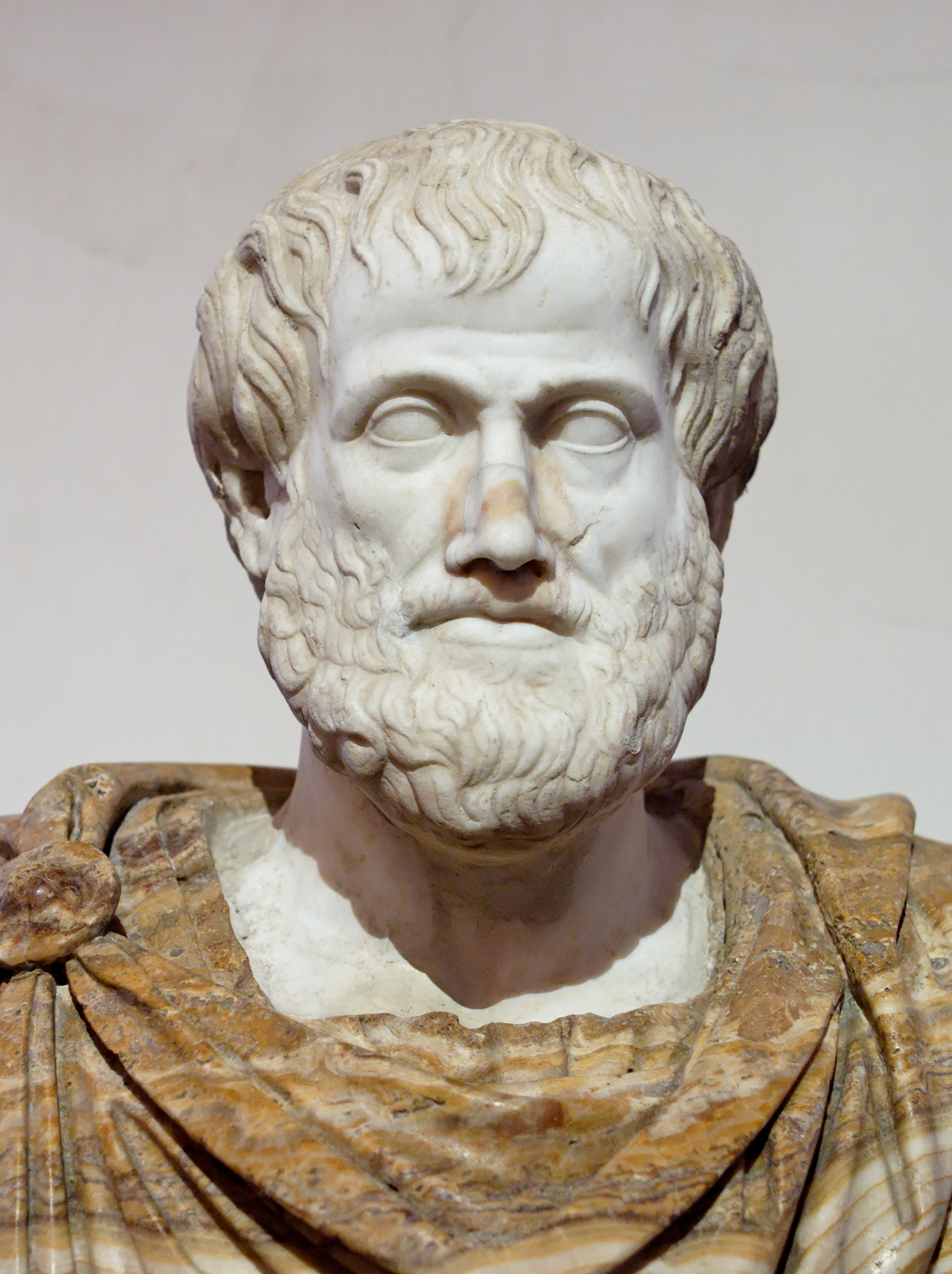
Бюст Арістотеля. Римська мармурова копія грецького бронзового бюста авторства Лісіппа, бл. 330 до н. е., з сучасним алебастровим плащем.

Життя Арістотеля відоме лише в загальних рисах. Його твори містять дуже мало біографічних подробиць, і до нас дійшло небагато свідчень його сучасників. Його доксографи (зокрема Діонісій Галікарнаський і Діоген Лаертський) жили на кілька століть пізніше. Арістотель був вихователем Александра Македонського, якому він прищепив критичне й філософське мислення, а також почуття належності до еллінізму. За свідченням його біографів, зокрема Діогена Лаертського, Арістотель мав почуття гумору, а також або заїкався, або шепелявив.

### Молоді роки
Арістотель народився у 384 році до нашої ери у місті Стагірі на півострові Халкідіки, недалеко від Афонської гори, звідки й походить його прізвисько «Стагірит». Його батько, Нікомах, належав до корпорації Асклепіадів. Він був лікарем і другом царя Македонії Амінта III. Мати, Фестія, акушерка, походила з міста Халкіда на острові Евбея. Родина Арістотеля виводила своє походження від Махаона, міфічного лікаря й учасника Троянської війни. Осиротівши в 11 років, Арістотель виховувався у свого родича Проксена з Атарнеї, що в Місії. У цей період він потоваришував з Гермієм Атарнейським, майбутнім тираном Місії.
Значний вплив на юного Арістотеля здійснив македонський царський двір, де він провів раннє дитинство. Там він познайомився з царем Філіппом II, у майбутньому батьком великого полководця Александра Македонського, що зіграло не останню роль в його майбутньому призначенні вихователем Александра. З Філіппом Арістотеля пов'язували не тільки спільні інтелектуальні інтереси, але й поширене тоді вороже ставлення до Персії. Юнацькі роки Арістотеля довелися на період початку розквіту Македонії. Хоча Арістотель здобув грецьку освіту і був носієм грецької мови, симпатизував демократичному способу правління, водночас він залишався підданим македонського правителя. Ця суперечність зіграла вагому роль в його філософській, науковій та навіть особистій долі.
Арістотель одружився з Піфіадою, прийомною дочкою Гермія Атарнейського. Близько 345 року до н. е. у них народилася дочка Піфіада. Приблизно у 318 році до н. е. вона вийшла заміж за спартанського аристократа на ім'я Прокл; у цьому шлюбі народилися два сини — Прокл і Демарат, обидва були учнями Теофраста. Імовірно, онук Арістотеля на ім'я Прокл був дідом по батькові Набіса, тирана Спарти.
Близько 367 року, у віці 17 років, Арістотель вступив до Академії Платона, де залишався протягом двадцяти років. Платон, ймовірно з любов'ю, називав його «читачем» (ἀναγνώστου) і «розумом» (ὁ Nοῦς). Втім, це не завадило Арістотелю відкинути теорію ідей Платона, пояснюючи це словами: «Платон мені друг, але істина дорожча». Будучи сформованим і глибоко впливовим платоніком, він додавав: «доктрину ідей запропонували наші друзі. […] І правда, і дружба нам дорогі, але священний обов'язок — надати перевагу правді».
Імовірно, Арістотель брав участь у Елевсінських містеріях.

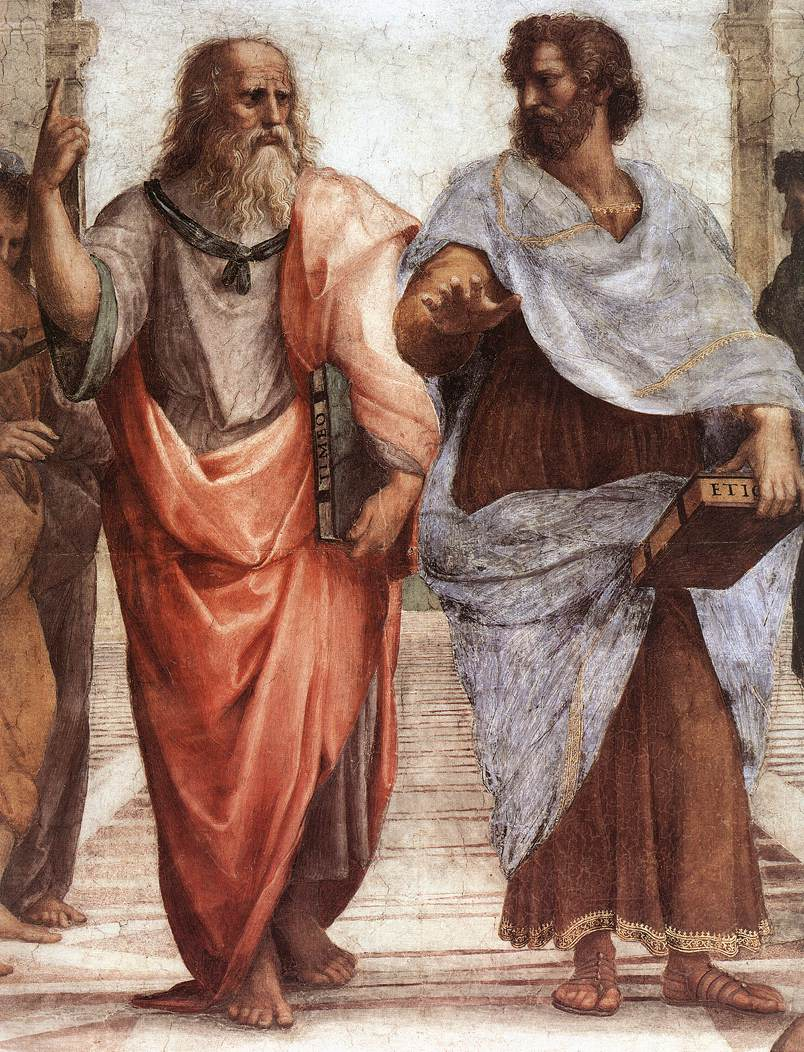
Платон і Арістотель (праворуч), центральний фрагмент фрески Рафаеля Афінська школа. Арістотель, тримаючи свою Нікомахову етику, вказує на землю, що відображає його віру в пізнання через емпіричне спостереження і досвід, в той час як Платон вказує на небеса, що відображає його віру у форму — ейдос

### Вихователь Александра Македонського

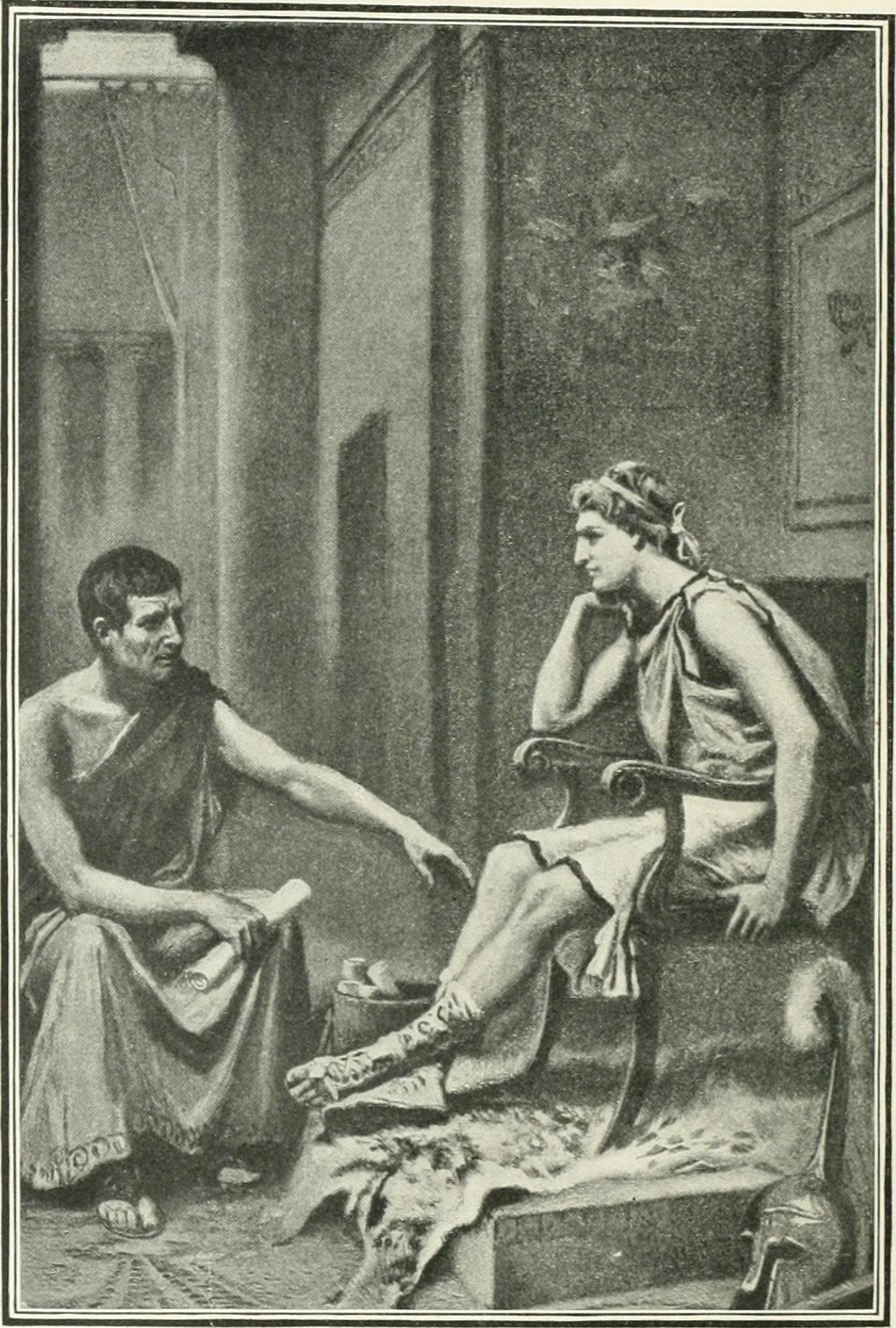
Арістотель навчає Александра (1904).

Під час навчання в Академії Арістотель стежить за політичним життям Афін, але не бере в ньому участі через свій статус метека. Після смерті Платона близько 348—347 року до н. е. керівництво Академією переймає його племінник Спевсіпп. Розчарований Арістотель разом із товаришем Ксенократом залишає Афіни та вирушає до Атарнея. Те, що Арістотель залишив Афіни, могло бути пов'язано і зі зростанням у місті ворожості до македонян. 348 року до н. е. Філіп II Македонський поневолив мешканців Олінта, союзного Афінам міста, та зруйнував Стагір, рідне місто Арістотеля, продавши населення в рабство.
В Атарнеї, що в Троаді на узбережжі Анатолії, Арістотель знаходить притулок у Гермія Атарнейського, свого давнього друга й тирана цього міста. Після укладання миру між Македонією та Афінами 346 року до н. е. Арістотель перебирається до порту Ассос разом із Ксенократом та двома іншими платоніками — Ерастом і Кориском, де засновує філософську школу, натхненну ідеями Академії.
У 343 році за запрошенням Філіпа II він стає наставником спадкоємця трону — тринадцятирічного Александра, майбутнього Александра Македонського. Вибір на користь Арістотеля зумовлений, зокрема, давньою дружбою між ним і македонським царем. Вже тоді Арістотель мав славу виняткового енциклопедиста, тому наставником Александра запросили бути його, а не старіючого Ісократа, його учнів Ісократа Апполонійського й Феопомпа чи Спевсіппа. Арістотель навчав Александра грамоти і, ймовірно, політики впродовж двох-трьох років у Німфеумі в Мієзі. Александра навчали разом із його майбутніми соратниками: Гефестіоном, Птолемеєм, Пердіккою, Евменом, Селевком, Філотою й Каллісфеном. Коли Александру виповнилося 15 і він став регентом, Арістотель перестав виконувати обов'язки наставника, але ще п'ять років перебуває при дворі. За деякими свідченнями, Александр надавав Арістотелю тварин із полювань та експедицій для наукового вивчення, що дозволило філософу накопичити велику емпіричну базу для своїх праць з зоології.
Близько 341 року Арістотель одружився з Піфіадою, племінницею та прийомною донькою Гермія, яка народила йому доньку, яку також назвали Піфіада. Після її смерті у 338 році Арістотель одружився вдруге — з Герпіллою зі Стагіра, яка народила йому сина Нікомаха. Нікомахова етика, присвячена чесноті та мудрості, названа на його честь, хоч і була написана до народження сина. У передмові згадано, що саме Нікомах разом із Теофрастом або Евдемом міг бути редактором цього твору.
У 335 році Арістотель повернувся до Афін, ймовірно завдяки заступництву Александра. Хоч Афіни й повстали разом із Фівами проти македонського панування, македоняни пощадили місто.

### Заснування Ліцею

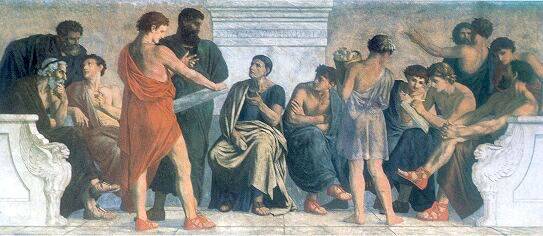
Школа Арістотеля, картина 1880 року Ґустава Адольфа Шпанґенберґа.

Невдовзі після повернення до Афін, близько 335 року до н. е., Арістотель заснував власну школу у громадському гімнасії, який називався Ліцей, звідки й пішла її назва. Цей гімнасій уже був місцем філософських зібрань — туди, зокрема, ходив і Сократ. Приміщення були орендовані, а не придбані, оскільки метеки не мали права власності. Територія гімнасію включала алею (періпатос), обсаджену деревами, де вчитель і учні охоче прогулювались. Від цього походить назва «перипатетики» (Λύκειοι Περιπατητικοί — «ті, що прогулюються біля Ліцею»), якою іноді позначають представників Арістотелізму. Ліцей мав бібліотеку, музей (мусейон) та лекційні зали, обладнані для занять і досліджень.
Арістотель проводив два типи занять: ранкові — «акроаматичні» або «езотеричні», призначені для досвідчених учнів, і післяобідні — «екзотеричні», відкриті для всіх.
Третій і останній великий період творчості Арістотеля припадає на роки, проведені в Ліцеї (335—323 до н. е.). До цього часу належать, імовірно, VIII книга «Метафізики», «Малі трактати з природничої історії», «Етика до Евдема», інші частини «Нікомахової етики» (IV, V, VI книги), «Афінська політія», а можливо, і трактат «Економіка».

### Останні роки життя

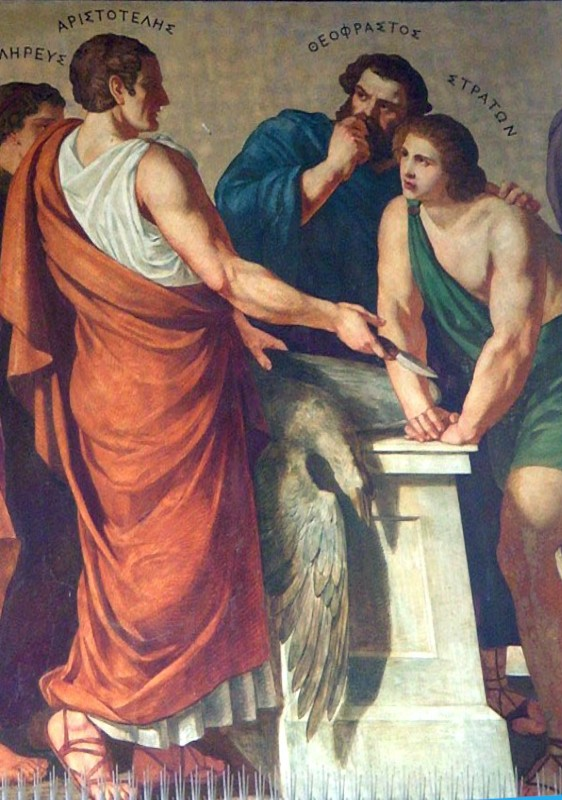
Арістотель, Теофраст і Стратон з Лампсака.

У 327 році Александр Македонський ув'язнив Каллісфена, племінника Арістотеля, за відмову здійснити перський обряд поклоніння та підозру в участі у змові Гермолея. Каллісфен помер у неволі в Бактрі. Його смерть і завдана ганьба змусили Арістотеля віддалитися від свого колишнього учня, у тому числі в політичному мисленні — про це свідчить один з останніх творів філософа під назвою «Александр або про колонії».
Після смерті Александра в червні 323 року, на тлі антимакедонського піднесення в Афінах, викликаного повстанням проти Антіпатра, Арістотель, побоюючись за своє життя, вирішує залишити місто. Втеча була тим більш виправданою, що проти нього висунули абсурдне звинувачення в нечестивості, докоряючи йому за написання «Гімну на честь чесноти Гермія з Атарнея» — жанру поезії, призначеного виключно для вшанування богів. Щоб, як він сам сказав, не допустити «нового злочину проти філософії», Арістотель разом зі своєю другою дружиною Герпіллою і дітьми, Піфією та Нікомахом, тікає на острів Евбея, у місто Халкіда, де його мати мала успадкувала маєток. Там він і помирає у віці 63 років, найімовірніше, від давнього захворювання шлунка. У своєму заповіті він подбав про звільнення своїх рабів і забезпечення добробуту рідних. Його тіло перевезли до Стагіри. У 2016 році археолог Константінос Сісмандіс повідомив про знахідку могили Арістотеля біля Стагіри.
Після смерті Арістотеля головою Ліцею став його друг і учень Теофраст. За часів Теофраста і його наступника Стратона Лампсакського школа занепала, особливо після падіння Афін у 86 році до н. е. Андронік Родоський відновив Ліцей у I столітті до н. е., після чого школа знову набула впливу, аж доки Готи та Герули не зруйнували Афіни в 267 році н. е.

## Погляди Арістотеля

### Метод пізнання
В Арістотелевій «Фізиці» нема ні математичних формул, ні описів дослідів і приладів. Арістотель приходить до тих чи інших висновків шляхом міркувань, установлення логічних суперечностей у висновках, що випливають із тих чи інших припущень. Такий метод, метод діалектики й логіки, був властивий древнім мислителям. Сократ, висуваючи ті чи інші положення, ставив питання, придумував відповіді, зіставляв ці відповіді й показував логічну суперечливість тих чи інших відповідей, що здаються, на перше око, очевидними. Тим самим він доводив їхню неправильність, абсурдність.
Арістотель подає також перший (дуже загальний) поділ наук (теоретичних, практичних та поетичних — «технічних»). Значення пізнання в людському житті, на погляд Арістотеля, дуже велике — людина від природи прагне до пізнання. Пізнання («теорія» грецькою мовою — спостереження, неабстрактне мислення) є найвищою метою життя, пізнання — божественна форма життя людини.
У пізнанні Арістотель розрізняє різні ступені:
1. практичне вміння («техне»), що базується на знанні про об'єкти, на які спрямована практична діяльність;
2. розмірковування («фронезіс»);
3. наука;
4. мудрість («софія»);
5. розум («нус») — продуктивна сила пізнання.

Арістотель вплинув на весь подальший розвиток наукової та філософської думки. Його твори стосувалися практично всіх галузей знання того часу. Він зібрав і систематизував величезний природничо-науковий матеріал своїх попередників, критично його оцінив, виходячи зі своїх філософських поглядів, і сам здійснив ряд глибоких спостережень.

### Фізика

Система елементів та стихій за Арістотелем

У фізичних трактатах «Фізика», «Про походження і знищення», «Про небо», «Про метеорологічні питання», «Механіка» та інших він виклав свої уявлення про природу і рух, що підсумовують розвиток античної науки впродовж 15 століть. Фізика в нього у своїй основі умоглядна. Первинними якостями матерії він вважав дві пари протилежностей «тепле — холодне» і «сухе — вологе», основними (нижчими) елементами, чи стихіями, — землю, повітря, воду і вогонь (своєрідна «система елементів»), що є різними комбінаціями первинних якостей; з'єднанню холодного із сухим відповідає земля, холодного з вологим — вода, теплого із сухим — вогонь, теплого з вологим — повітря. П'ятим, найдовершенішим елементом Арістотель вважав ефір.
Зміна властивостей призводить до зміни агрегатного стану речовини. Коли, наприклад, у воді якість «холодне» замінюється на «тепле», вода перетворюється у пару (в розумінні Арістотеля — повітря). Це тому, що замість комбінації «холодне і вологе» (вода) виникла нова комбінація (тепле і вологе). У деяких випадках Арістотель відзначав, що якісні зміни іноді відбуваються раптово (стрибком), як, наприклад, перехід води у пару.
Дослідження Арістотеля охоплюють також механіку, акустику й оптику. Зокрема, звук він пояснював «струсом» повітря звучним тілом, луну — відбиванням звуку, виступав проти деяких[яких?] теорій Евкліда.
Заслуга Арістотеля в натурфілософії полягала в тому, що він систематизував і узагальнив уявлення про природу, які склалися у стародавньому суспільстві. Водночас деякі з висновків Арістотеля були помилковими, що, зважаючи на його авторитет упродовж пізнього середньовіччя, створило певні складнощі для пошуку істини. Одним із таких висновків було положення, що рух відбувається тільки під дією прикладеної (зовнішньої) сили — Арістотель не збагнув принцип інерції.

### Космологія
Див. також: Полеміка про число світів з атомістами.
Погляди на світ він виклав у своїй космології, що панувала в науці до Миколи Коперника. За Арістотелем, Всесвіт, обмежений у просторі, але нескінченний у часі, складається з ряду концентричних кришталевих сфер, що рухаються з різними швидкостями і приводяться в рух крайньою сферою нерухомих зірок; у центрі Всесвіту розташована нерухома Земля, навколо якої по концентричних колах обертаються планети. Область між орбітою Місяця і Землі (так званий підмісячний світ) є областю безладних нерівномірних рухів, а всі тіла в ній складаються з чотирьох нижчих елементів: землі, води, повітря і вогню. Земля, як найважчий елемент, займає центральне місце, над нею послідовно розміщаються оболонки води, повітря і вогню. Область між орбітою Місяця і крайньою сферою нерухомих зірок (так званий надмісячний світ) є областю вічних рівномірних рухів, а самі зірки складаються з п'ятого елемента — ефіру. Ефір за Арістотелем — це божественна сутність; причиною руху небесних тіл є Бог.
Рухи тіл, наприклад, той факт, що важкі тіла падають, а легкі підіймаються догори, за Арістотелем спричинені тенденцією елементів прийти до своїх природних сфер, інші рухи повстають під впливом сил.
Арістотель висловив думку про те, що Земля і Місяць кулеподібні.
Фізика Арістотеля ґрунтувалася на принципі доцільності природи, хоча й містила окремі правильні положення, разом з тим відкидала прогресивні ідеї геліоцентризму. В античності були й теорії геліоцентричні, що припускали, що Земля рухається навколо Сонця, як це думали деякі піфагорейці, але цій теорії суперечили відомі тоді факти — наприклад, відсутність паралаксу зір. Ці погляди пізніше, у II столітті, розробив Птолемей, створивши доволі точну геоцентричну систему.

### Метафізика
Арістотель обговорює загальні філософські проблеми уривками, в різних трактатах. Ці обговорення отримали назву «мета та фізика» або «метафізика», оскільки вони не потрапили в Арістотелеву «Фізику», а залишилися поза нею (грецькою мовою мета означає поза). Згодом слово метафізика стало вживатися як синонім слова філософія. В новітні часи термін метафізика набув зневажливого забарвлення, як неконкретні, догматичні розмірковування, зокрема марксизм, слідом за Гегелем, протиставляє метафізику діалектиці.
У своїх творах, що охопили всі галузі знань того часу, Арістотель прагнув узагальнити досягнення античної думки. Він ще менше, ніж Платон, закінчив «систему філософії» (як не зробила цього більшість визначних філософів). Тому характер його філософічних поглядів можливо з'ясувати лише на окремих прикладах. Як Платон розрізняє матеріальний, смисловий світ та правдиве ідеальне буття, так Арістотель протиставляє матерію та форму (грецькою мовою «морфе» — від цього кореня походить слово «морфологія»). Він протиставляє також матерію та мету («телос» — від цього кореня походить слово «телеологія») в кожній речі.
Свою філософію Арістотель поділяв на вчення про буття, вчення про моменти буття, вчення про становлення. Перша з цих частин містить вчення про сутність, її пізнання та про категорії. Тут Арістотель дав критику ідей Платона, на думку якого реально існують тільки загальні ідеї, а конкретні речі є лише «тінями» ідей. Арістотель вказував, що Платон штучно відокремив поняття сутності від речей. На відміну від Платона, Арістотель вважав за сутність конкретні речі, а поняття — за їхнє зображення. Арістотель вважав, що сутність існує не поза речами, а в самих речах; визнавав об'єктивне існування природи і виходив з того, що матерія існує вічно. Пізнання природи відбувається через відчуття, уявлення, поняття. Без відчуттів немає справжнього знання. Арістотель також критикує погляд Платона на пізнання, як «пригадування» душею того, що з нею відбувалося в царстві ідей, з якого душа нібито походить.
У вченні про «моменти буття» Арістотель розглядає матерію, форму, рух. Він вкладає це вчення у загальну формулу переходу можливості у дійсність. Матерія в Арістотеля визначається як чиста можливість буття, а не саме буття. За Арістотелем, існують два види матерії — перша матерія як чиста можливість буття (вона незмінна), і друга матерія, яка перебуває у речах (вона змінюється, має початок і кінець). Внутрішній зв'язок між цими видами Арістотель не зумів розкрити. Матерію він розглядав як щось пасивне, аморфне. Це свідчить про його метафізичну обмеженість, яка знайшла, зокрема, своє виявлення у критиці Арістотелем матеріалізму Емпедокла, Левкіппа, Демокріта. Форма виступає в Арістотеля як активний елемент, навіть як сутність. За Арістотелем, існує дві форми. Форма перша, або «форма форм», яка є рушієм, але яка не розвивається, стоїть над матеріальним світом і не має ні початку, ні кінця. Форма друга перебуває в речах, змінюється. Припущення першої форми за своєю суттю не відрізняється від ідей Платона і є виявом ідеалізму, бо «форма форм» — це не що інше, як Бог.
Розмірковуючи про «становлення», Арістотель викладає вчення про причини, якими визначається перехід можливості в дійсність. У кожній речі мислитель виділяє 4 причини:
1. причину матеріальну;
2. причину формальну;
3. причину дійову;
4. причину кінцеву, або цільову («кауза фіналіс»).

Арістотель пояснює цей розподіл, на прикладах, взятих з галузі природи та мистецтва.
Арістотель вважав, що про кожну річ неорганічної і органічної природи можна запитати: «для чого?», «заради чого?». Це означає, що мета властива розвиткові кожної окремої речі, рослини, тварини. Існує також мета, або первинна ентелехія, і в розвитку Всесвіту. Ця мета стоїть над матеріальним світом і спрямовує його розвиток. Вчення про ентелехію за своєю суттю є різновидністю ідеалізму.
У вченні про природу Арістотель уперше в історії людського мислення створив класифікацію форм руху. Він розрізняв шість видів руху:
1. виникнення,
2. знищення,
3. рух як зміна якісна,
4. збільшення,
5. зменшення,
6. переміщення.

Важливе визнання Арістотелем руху як якісної зміни. Ніхто з його попередників не дав такого глибокого аналізу руху. Поняттю руху Арістотель надавав великого значення, оскільки, на його думку, рух служить справі поєднання форми й матерії при утворенні речей. Арістотель говорить:
| «Оскільки будь-який рух відбувається у часі, і у будь-який час може відбуватися рух, і так далі все рухоме може рухатися скоріше або повільніше, то у будь-який час відбуватиметься і швидший і повільніший рух. Якщо це так, то і час повинен бути неперервним.» |

### Логіка
Арістотель вперше в історії філософської думки зробив спробу детального вивчення форм і законів мислення. Логіка Арістотеля своїм завданням ставила вивчення зв'язків між поняттями, які відповідають реальним зв'язкам між предметами і явищами дійсності. Під цим кутом зору Арістотель досліджував усі основні форми мислення — поняття, судження, умовиводи, сформулював основні закони формальної логіки, поклав початок її розвитку як науки. У творах Арістотеля з питань логіки, які дістали загальну назву «Органон», підкреслюється збіг форм мислення з формами буття. Незважаючи на деяку метафізичну обмеженість у висновках з логіки, Арістотель в результаті широких і універсальних знань, зокрема з природознавства, виходить за межі формальної логіки. Арістотель зводить у систематичну єдність логічні теорії попередників та додає до них теорію доказу (силогізм), теорію викладу (топіка) тощо. Два тисячоліття розвитку філософської та математичної думки дуже мало змінили в його теоріях, хоч було чимало спроб реформ логіки.

#### Категорії
Окремий твір присвячує Арістотель найвищим поняттям — категоріям, яким є підрядні усі інші. Категорії, які служать знаряддям пізнання сутності речей, Арістотель розглядав як типи зв'язків не тільки в наших поняттях, а і як зображені зв'язки між речами і явищами. Цих категорій є десять: сутність, кількість, якість, відношення, місце, час, положення, притаманність, дія, підпадання дії (πασχειυ).
Арістотель визначає категорію кількості як предмет математики. Він вказує, що математик обминає різницю у властивостях речей, наприклад теплоту, вагу та інші «чуттєві суперечності» і розглядає лише кількісну сторону.
Вчення Арістотеля про категорії було значним вкладом у розвиток філософії.

### Політологія
Арістотель підкреслював, що «самий принцип воєн можна вважати противним ідеї права». Теза надалі одержала широке поширення в критиків війни й прихильників «вічного миру», зокрема в Канта і Фіхте. У своєму праворозумінні Арістотель розділяє положення Сократа і Платона про збіг справедливого і законного. Право уособлює собою політичну справедливість і служить нормою політичних відносин між людьми. «Поняття справедливості, — відзначає Арістотель, — зв'язано з представленням про державу, тому що право, що служить критерієм справедливості, є регуляційною нормою політичного спілкування». У цілому право як політичне явище Арістотель називає «політичним правом». Це, зокрема, означає неможливість неполітичного права, відсутність права взагалі в неполічних (деспотичних) формах правління. Істотним складеним моментом політичної якості закону є його відповідність політичної справедливості та праву. «Усякий закон, — відзначав Арістотель, — в основі припускає свого роду право». Отже, це право повинне знайти своє вираження, втілення і дотримання в законі. Відступ закону від права означало б, відповідно до концепції Арістотеля, відхід від політичних форм до деспотичного насильства, виродження закону в засіб деспотизму. «Не може бути справою закону, — підкреслював він, — володарювання не тільки по праву, але і всупереч праву: прагнення ж до насильницького підпорядкування, звичайно, суперечить ідеї права».

### Біологія
Свої погляди на явища природи Арістотель виклав у творах «Історія тварин», «Про виникнення тварин» та ін. На підставі численних спостережень Арістотель поділив тварин на 2 групи, що приблизно відповідають групам хребетних і безхребетних, заклав основи описової й порівняльної анатомії, описав близько 500 видів тварин. Вивчаючи зародковий розвиток курей, Арістотель спостерігав поступове новоутворення частин організму. Він висловив ідеї про єдність у природі та про градацію організмів, тобто про існування в природі поступових переходів від неживих тіл до рослин і від них — до тварин. Праці Арістотеля мали великий вплив на подальший розвиток біології та медицини.
Емпіричне дослідження
Арістотель був першою людиною, яка систематично вивчала біологію, і біологія становить значну частину його творів. Він провів два роки, спостерігаючи та описуючи зоологію Лесбосу та навколишніх морів, зокрема, лагуну Пірри в центрі Лесбосу. Його дані в «Історії тварин», «Породження тварин», «Рух тварин» і «Частини тварин» зібрані з його власних спостережень, тверджень, наданих людьми зі спеціальними знаннями, такими як пасічники та рибалки, і менш точних звітів, наданих мандрівниками з за кордоном. Його очевидний акцент на тваринах, а не на рослинах — це історична випадковість: його роботи з ботаніки були втрачені, але збереглися дві книги про рослини його учня Теофраста.
Арістотель повідомляє про морське життя, видиме під час спостережень на Лесбосі, і про улов рибалок. Він детально описує сома, електричного скача і рибу-жабу, а також головоногих молюсків, таких як восьминіг і паперовий наутілус. Його опис гектокотильного плеча головоногих молюсків, який використовується для статевого розмноження, не був широко поширеним до 19 століття.[70] Він дає точні описи чотирикамерних передніх шлунків жуйних тварин та яйцеживородячого ембріологічного розвитку гончих акул.
Він зазначає, що будова тварини добре підібрана для функціонування, тому серед птахів чапля, яка живе в болотах з м'яким тином і живе за рахунок лову риби, має довгу шию і довгі ноги, а також гострий дзьоб, схожий на спис, тоді як качки, які плавають, мають короткі ноги та перетинчасті ступні. Дарвін також відзначав такі відмінності між подібними видами тварин, але на відміну від Арістотеля використав ці дані, щоб прийти до теорії еволюції. Сучасному читачеві твори Арістотеля можуть здатися близькими до еволюції, але хоча Арістотель усвідомлював, що нові мутації або гібридизації можуть відбутися, він бачив це як рідкісні випадки. За Арістотелем, нещасні випадки, як і хвилі спеки взимку, слід вважати відмінними від природних причин. Таким чином, він критично ставився до матеріалістичної теорії Емпедокла про «виживання найсильнішого» походження живих істот та їхніх органів, і висміяв ідею про те, що нещасні випадки можуть призвести до впорядкованих результатів. Висловлюючи свої погляди сучасними термінами, він ніде не говорить, що різні види можуть мати спільного предка, або що один вид може змінитися іншим, або що види можуть вимерти.
Науковий стиль
Арістотель зробив висновок про закони росту зі своїх спостережень за тваринами, зокрема про те, що розмір виводка зменшується з масою тіла, тоді як період вагітності збільшується. Він був правий у цих прогнозах, принаймні для ссавців: дані показані для миші та слона.
Арістотель не проводив експериментів у сучасному розумінні. Він використовував давньогрецький термін pepeiramenoi для позначення спостережень або, щонайбільше, слідчих процедур, таких як розтин.[78] У «Поколінні тварин» він знаходить запліднене куряче яйце відповідної стадії та відкриває його, щоб побачити, як серце ембріона б'ється всередині.
Натомість він практикував інший стиль науки: систематично збирав дані, відкриваючи закономірності, загальні для цілих груп тварин, і виводячи з них можливі причинно-наслідкові пояснення. Цей стиль є поширеним у сучасній біології, коли великі обсяги даних стають доступними в новій області, наприклад геноміці. Вона не дає такої ж впевненості, як експериментальна наука, але вона викладає гіпотези, які можна перевірити, і конструює наративне пояснення того, що спостерігається. У цьому сенсі біологія Арістотеля є науковою.
З даних, які він зібрав і задокументував, Арістотель зробив висновок про низку правил, що стосуються особливостей історії життя живородячих четвероногих (наземних плацентарних ссавців), які він вивчав. Серед цих правильних прогнозів можна виділити наступні. Розмір виводка зменшується із збільшенням маси тіла (дорослого), тому у слона є менше молодих (зазвичай лише один) на виводок, ніж у миші. Тривалість життя збільшується з періодом вагітності, а також з масою тіла, тому слони живуть довше, ніж миші, мають довший період вагітності та важчі. Як останній приклад, плодючість зменшується з тривалістю життя, тому у довгоживучих видів слонів загалом менше молодих, ніж у короткоживучих видів, таких як миші.
Класифікація живих істот
Арістотель записав, що зародок риби-собака був прикріплений канатиком до своєрідної плаценти (жовткового мішка), як вища тварина; це сформувало виняток з лінійної шкали від найвищого до найнижчого.
Арістотель виділив близько 500 видів тварин, розташувавши їх в «Історії тварин» за шкалою досконалості, нерелігійної версії scala naturae, з людиною на вершині. Його система мала одинадцять категорій тварин, від найвищого потенціалу до найнижчого, виражених у формі при народженні: найвищий народжував гарячих і вологих істот, найнижчий відкладав холодні сухі, схожі на мінерали яйця. Тварини були вище рослин, а ті, в свою чергу, були вище мінералів. Він згрупував те, що сучасний зоолог назвав би хребетними, як гарячіших «тварин з кров'ю», а нижче них холодніших безхребетних як «тварин без крові». Ті, що мають кров, поділяються на живородячих (ссавці) і яйцекладущих (птахи, плазуни, риби). Без крові були комахи, ракоподібні (без панцира — головоногих молюсків і раковини) і твердокорінні молюски (двостулкові та черевоногі молюски). Він визнав, що тварини не зовсім вписуються в лінійну шкалу, і зазначив різні винятки, наприклад те, що акули мають плаценту, як і тетраподи. Для сучасного біолога пояснення, недоступне Арістотелю, — це конвергентна еволюція. Він вважав, що цілеспрямовані кінцеві причини керують усіма природними процесами; ця телеологічна точка зору виправдовувала його спостережені дані як вираз формального задуму.

### Географія
У працях Арістотеля є багато і географічних відомостей. У його «Метеорології» описано атмосферні явища, але розуміння їхніх причин і пояснення впливу клімату на людей дуже недосконалі. Арістотель, наприклад, вважав, що жителі Північного Причорномор'я «самим кліматом приречені на рабство».

### Естетика
На противагу поглядам Платона на прекрасне як «ідею», Арістотель захищав реалістичний погляд на мистецтво як на відтворення дійсності і надавав йому пізнавального значення, критикуючи Платона, що протиставляв мистецтво і пізнання.

### Педагогіка
Арістотель висунув ряд педагогічних ідей, створив свою систему виховання «вільнонароджених» і дав цій системі теоретичне і психологічне обґрунтування. Вихованню Арістотель надавав великого значення, бо, на його думку, людина від природи одержує лише зародки здібностей, які можна розвинути тільки вихованням. У природі людини у нерозривній єдності перебувають три сторони: рослинна, тваринна (вольова) і розумна. Відповідно до цих трьох сторін будується і виховання, яке повинно охоплювати фізичне, моральне і розумове виховання людини. Ці думки про виховання «згідно з природою» були розвинуті пізніше — в XVII і XVIII ст. Арістотель вимагав урахування вікових особливостей дітей. Виховання, на думку Арістотеля, повинно бути не приватною, а державною справою.

### Економіка
Арістотеля хвилювало питання справедливості при обміні між людьми: «Отже, розплата станеться тоді, коли рівність утверджена так, щоб землероб відносився до взутівника, як робота взутівника до роботи землероба». (EN). Помилкою Арістотеля в економіці є ідея, що обмін відбувається за «справедливої рівності», тоді як добровільний обмін між сторонами можливий за умови, коли кожна із сторін цінує благо іншої сторони вище за протилежну сторону.

## Вплив арістотелізму
Арістотель мав великий вплив на подальший розвиток філософії та науки, зокрема в Україні. У XVI і XVII ст. курси філософії Арістотеля читались в братських школах і в Києво-Могилянській колегії (курси Йосифа Кононовича-Горбацького, Інокентія Гізеля та ін.). У першій половині XVIII ст. вчення Арістотеля викладалось у Київській академії (курси Феофана Прокоповича, Мануїла Козачинського, Георгія Кониського та ін.) і в кількох десятках семінарій в слов'янському світі — в Україні (Харків, Переяслав).

## Твори
Численні твори Арістотеля охоплюють майже всю область доступного тоді знання, яке в його працях отримало глибше філософське обґрунтування, було приведене в строгий, систематичний порядок, і його емпіричний базис значно зріс. Деякі з цих творів не були випущені ним самим за життя, а багато інших підроблено йому приписані згодом. Але навіть деякі місця тих творів, які безперечно належать йому, можна поставити під сумнів, і вже стародавні прагнули пояснити собі цю неповноту й уривчастість мінливостями долі рукописів Арістотеля. За переказами, які наводять Страбон і Плутарх, Арістотель заповідав свої твори Феофрасту, від якого вони перейшли до Нелія зі Скепсису. Спадкоємці Нелія заховали дорогоцінні рукописи від жадоби пергамських царів в льох, де вони сильно постраждали від вогкості та цвілі.
У I столітті до н. е. вони були продані за високу ціну багатію і поціновувачу книг Апеллікону в найжалюгіднішому стані, і він постарався відновити постраждалі місця рукописів своїми власними надбавками, але не завжди вдало. Згодом, при Суллі, вони потрапили серед іншої здобичі до Риму, де Тиранніан і Андронік Родоський видали їх в їхньому нібито нинішньому вигляді. На думку деяких дослідників, ця розповідь може бути вірна тільки відносно дуже невеликого числа другорядних творів Арістотеля.
З творів Арістотеля до нас, на жаль, не дійшли написані в загальнодоступній формі (екзотеричні), наприклад, «Діалоги», хоча прийнята стародавніми відмінність між екзотеричними і езотеричними творами не була така строга проведено самим Арістотелем і в усякому разі не означало відмінності за змістом. Твори Арістотеля, що дійшли до нас, далеко не однакові за своєю літературною цінністю: у одному і тому ж творі одні розділи справляють враження ґрунтовно оброблених і підготовлених для публікації текстів, інші — більш-менш докладних нарисів. Нарешті, є і такі, які примушують припускати, що вони були тільки нотатками вчителя для майбутніх лекцій, а деякі місця, як, можливо, його «Евдемова етика», мабуть, зобов'язані своїм походженням нотатками слухачів або, принаймні, перероблені з цих нотаток.

### Видання
Перше повне видання латиною з коментарями арабського філософа Аверроеса з'явилося в 1489 році у Венеції, а перше грецьке видання зроблене Альдом Мануцієм (5 томів, Венеція, 1495—1498). За цим було нове видання, переглянуте Еразмом Ротердамським (Базель, 1531), потім інше, переглянуте Сильбургом (Франкфурт, 1584) і багато інших. Наприкінці XVIII століття Буле зробив нове грецьке і латинське видання (5 томів, Цвейбрюкен і Страсбург, 1791—1800). У XIX ст. коштом Берлінської академії приготовано п'ятитомне повне видання творів, коментарів, схолій і фрагментів (Берлін, 1831—1871), яке послужило допомогою і для французького видання Дідо в Парижі (5 томів, 1848—1874).

### Арістотелів корпус
Твори, приналежність яких Арістотелю вважається сумнівною, помічені знаком *. Твори, які за загальним визнанням дослідників Арістотелю не належать, помічені знаком **.
Логіка (Органон)
- Категорії / Κατηγοριῶν / Categoriae
- Про тлумачення / Περὶ ἑρμηνείας / De Interpretatione
- Перші аналітики / ἀναλυτικά πρότερα / Analytica Priora
- Другі аналітики / ἀναλυτικά ὑστερα / Analytica Posteriora
- Топіка / Τοπικῶν / Topica
- Про софістичні спростування / Περὶ τῶν σοφιστικῶν ἐλέγχων / De Sophisticis Elenchis

Про природу
- Фізика / Φυσικὴ ἀκρόασις / Physica
- Про небо / Περὶ οὐρανοῦ / De Caelo
- Про виникнення і знищення / Περὶ γενέσεως καὶ φθορᾶς / De Generatione et Corruptione
- Метеорологіка / Τα μετεωρολογικά / Meteorologica
- Про космос / Περὶ κόσμου / De Mundo **
- Про душу / Περὶ ψυχῆς / De Anima
- Про сприйняття і сприйняте Περὶ αἰσθήσεως καὶ αἰσθητῶν / De Sensu et Sensibilibus
- Про пам'ять і спогади Περὶ μνήμης καὶ ἀναμνήσεως / De Memoria et Reminiscentia
- Про сон і неспання / Περὶ ὗπνου καὶ ὶγρηγορήσεως / De Somno et Vigilia
- Про сновидіння / Περὶ ἐνυπνίου / De Insomniis
- Про тлумачення сновидінь / Περὶ τῆς καθ΄ ὕπνον μαντικῆς / De Divinatione per Somnum
- Про довге і коротке життя / Περὶ μακροβιότητος καὶ βραχυβιότητος / De Longitudine et Brevitate Vitae
- Про юність і старість, про життя і смерть / Περὶ νεότητος καὶ γήρως καὶ ζωῆς καὶ θανάτου / De Juventute et Senectute, De Vita et Morte
- Про дихання / Περὶ πνεύματος / De Respiratione **
- Історія тварин / Περὶ τὰ ζὼα ἱστορίαι / Historia Animalium
- Про частини тварин / Περὶ ζῴων μορίων / De Partibus Animalium
- Про рухи тварин / Περὶ ζῴων κινήσεως / De Motu Animalium
- Про розподіл тварин / Περὶ ζῴων πορείας / De Incessu Animalium
- Про виникнення тварин / Περὶ ζῴων γενέσεως / De Generatione Animalium
- Про кольори / Περὶ χρωμάτων / De Coloribus **
- Про чуте / Περὶ ἀκουστῶν / De Audibilibus **
- Фізіогноміка / Φυσιογνωμικά / Physiognomonica **
- Про рослини / Περὶ φυτών / De Plantis **
- Про чудові чутки / Περὶ θαυμάσιων ἀκουσμάτων / De mirabilibus auscultationibus **
- Механіка / Μηχανικά / Mechanica **
- Проблеми / Προβλήματα / Problemata *
- Про неподільні лінії / Περὶ ατόμων γραμμών / De Lineis Insecabilibus **
- Про напрями в назвах вітрів / Ἀνέμων θέσεις καὶ προσηγορίαι / Ventorum Situs et Cognomina **
- Про Ксенофана, Зенона, Горгія / Περὶ Ξενοφάνους, περὶ Ζήνωνος, περὶ Γοργίου / De Melisso Xenophnae Gorgia **

Метафізика
- Метафізика / Μετὰ τὰ φυσικά / Metaphysica

Етика й політика
- Нікомахова етика / Ἠθικὰ Νικομάχεια / Ethica Nicomachea
- Велика етика / Ἠθικὰ μεγάλα / Magna Moralia *
- Евдемова етика / Ἠθικὰ Εὐδήμεια / Ethica Eudemia
- Про благе і зле / Περὶ Ἀρετῶν καὶ κακιῶν / De Virtutibus et Vitiis Libellus
- Політика / Πολιτικά / Politica
- Економіка / Οἰκονομικά / Oeconomica *
- Афінська політія / Ἀθηναίων πολιτεία / '

Риторика й поетика
- Риторика / Ῥητορικὴ τέχνη / Ars Rhetorica
- Риторика до Александра / Ῥητορικὴ πρὸς Ἀλέξανδρον / Rhetorica ad Alexandrum **
- Поетика / Περὶ ποιητικῆς / Ars Poetica

## Українські переклади
- Арістотель. Нікомахова етика / Αριστοτελους. Ηθικα Νικομαχεια. Пер. В. Ставнюка. — К.: Аквілон-Плюс, 2002. 480 с. [Архівовано 11 травня 2013 у Wayback Machine.]
- Арістотель [Архівовано 26 квітня 2013 у Wayback Machine.]. Політика / Пер. з давньогр. та передм. О. Кислюка. — К.: Основи, 2000. — 239 с.
- Арістотель. Про мистецтво (фрагменти) // Всесвіт. — 1978. — № 12.
- Арістотель. Поетика / Пер. Б. Тена; вступ. ст. і коментарі Й. Кобова. — К.: Мистецтво, 1967. — 136 с.
- Арістотель. Категорії. / Пер. Тараса Лучука. — готується до публікації видавництвом «Астролябія»[73]
- Арістотель. Метафізика. / Перекладач: Олексій Панич. — К.: Темпора , 2022. — 848 с. ISBN 978-617-569-534-0